# Гудумекеди
Гудумекеди (груз. ღუდუმექედი) — село в Грузии, на территории Харагаульского муниципалитета края (мхаре) Имеретия.

## География
Село находится в западной части Грузии, в долине реки Джихвела (левый приток Чхеримелы), на расстоянии 3 километров к юго-западу от посёлка городского типа Харагаули, административного центра муниципалитета. Абсолютная высота — 463 метра над уровнем моря.

## Население
По результатам официальной переписи населения 2014 года, в Гудумекеди проживало 35 человек (19 мужчин и 16 женщин). В национальной структуре населения грузины составляли 100 %.
| Год  | Население, человек |
| ---- | ------------------ |
| 2002 | 46                 |
| 2014 | ↘ 35               |